# Дарьино (разъезд)
Дарьино — остановочный пункт/ разъезд на линии Карламан — Мурапталово Башкирского региона Куйбышевской железной дороги. Находится в одноимённой деревне Чуваш-Карамалинского сельсовета Аургазинского района.

## Расположение и инфраструктура
Разъезд расположен в одноименной деревне. Подъезд на автотранспорте непосредственно к платформе возможен только по грунтовой дороге. Общественный транспорт к платформе не подходит. В 500 метрах к востоку (без подъезда со стороны платформы) расположена автодорога 80К-028.
Остановочный пункт имеет одну боковую низкую платформу. Вокзала и железнодорожных билетных касс нет. Коммерческие операции, осуществляемые по станции: посадка и высадка пассажиров на (из) поезда пригородного и местного сообщения. Прием и выдача багажа не производятся.

## Дальнее сообщение
Пассажирские поезда №371/372 Уфа - Андижан и №381/382 Уфа - Ташкент на разъезде Дарьино не останавливаются.

## Пригородное сообщение
Разъезд Дарьино является промежуточным для всех пригородных поездов. Пригородное сообщение осуществляется рельсовыми автобусами РА1 и РА2. По состоянию на март 2020 года остановку на разъезде Дарьино имеют поезда:
- Стерлитамак — Карламан (ежедневно, 1 пара поездов, время в пути от/до Стерлитамака - около 53 минут, от/до Карламана - 1 час 12 минут - 1 час 18 минут)
- Стерлитамак — Уфа (ежедневно, 1 пара поездов, время в пути от/до Стерлитамака - около 53 минут, от/до Уфы - 2 часа 37 минут - 2 часа 46 минут)

Текущее расписание пригородных поездов по разъезду Дарьино можно посмотреть здесь:
- Расписание пригородных поездов. Яндекс.Расписания.